# عزلة المصانع (عمران)

تعديل مصدري - تعديل

عزلة المصانع هي إحدى عزل مديرية ثلاء في محافظة عمران اليمنية ويبلغ تعداد سكانها 8488 نسمة حسب التعداد السكاني في اليمن لعام 2004.